# Чанкалай, Томас
Тома́с Алеха́ндро Чанкала́й (исп. Tomás Alejandro Chancalay; 1 января 1999, Виале, Энтре-Риос, Аргентина) — аргентинский футболист, нападающий клуба «Нью-Инглэнд Революшн».

## Биография
Чанкалай — воспитанник клуба «Колон». В 2017 году он был включён в заявку основной команды. 26 августа в матче против «Росарио Сентраль» он дебютировал в аргентинской Примере. 8 сентября в поединке против «Арсенала» из Саранди Томас забил свой первый гол за «Колон».
5 февраля 2021 года Чанкалай отправился в аренду в «Расинг» из Авельянеды до конца года с опцией выкупа. 14 января 2022 года «Расинг» выкупил Чанкалая у «Колона», заплатив 1,2 млн долларов за 50 % прав на игрока.
7 сентября 2022 года, продлив контракт с «Расингом» до декабря 2025 года, Чанкалай отправился в аренду в клуб чемпионата ОАЭ «Аль-Васл» на один год за 1,5 млн долларов с опцией выкупа за 3,7 млн долларов.
10 июля 2023 года Чанкалай был арендован клубом MLS «Нью-Инглэнд Революшн» на оставшуюся часть сезона 2023 с опциями выкупа или продления аренды до июня 2024 года. Сыграв 20 минут за «Нью-Инглэнд Революшн II» в матче MLS Next Pro против «Атланты Юнайтед 2» 13 августа, за первую команду «Нью-Инглэнд Революшн» в MLS он дебютировал 26 августа в матче против «Клёб де Фут Монреаль», выйдя на замену на 62-й минуте вместо Ноуэла Бака. 2 сентября в матче против «Остина» он забил свои первые голы за «Революшн», сделав дубль. 28 ноября «Нью-Инглэнд Революшн» объявил об активации опции выкупа Чанкалая у «Расинга» и подписал с ним контракт по правилу назначенного игрока до конца сезона 2026 с опцией продления на сезон 2027.